# Brabus Rocket 900
 (août 2020).
La Brabus Rocket 900 est une voiture lancée en 2015 par le préparateur allemand Brabus. Son moteur V12 biturbo de 6.5l développe 900 chevaux, comme un supercar, mais celui-ci fait partie des berlines quatre-portes et coupé les plus puissantes au monde.